# Annaberg-Buchholz
Annaberg-Buchholz is een Duitse gemeente en plaats in de Duitse deelstaat Saksen. De gemeente is Kreisstadt van het Erzgebirgskreis. De stad telt 19.393 inwoners.

## Geografie
Omliggende steden zijn o.a. Thermalbad Wiesenbad, Konigswalde, Sehmatal en Mildenau. Dichtstbijzijnde grote stad is Chemnitz.

## Stadsindeling
Annaberg-Buchholz bestaat uit:
- Annaberg
- Buchholz
- Cunersdorf
- Frohnau
- Geyersdorf
- Kleinrückerswalde

## Bezienswaardigheden
- Pöhlberg
- St.-Annen-Kirche

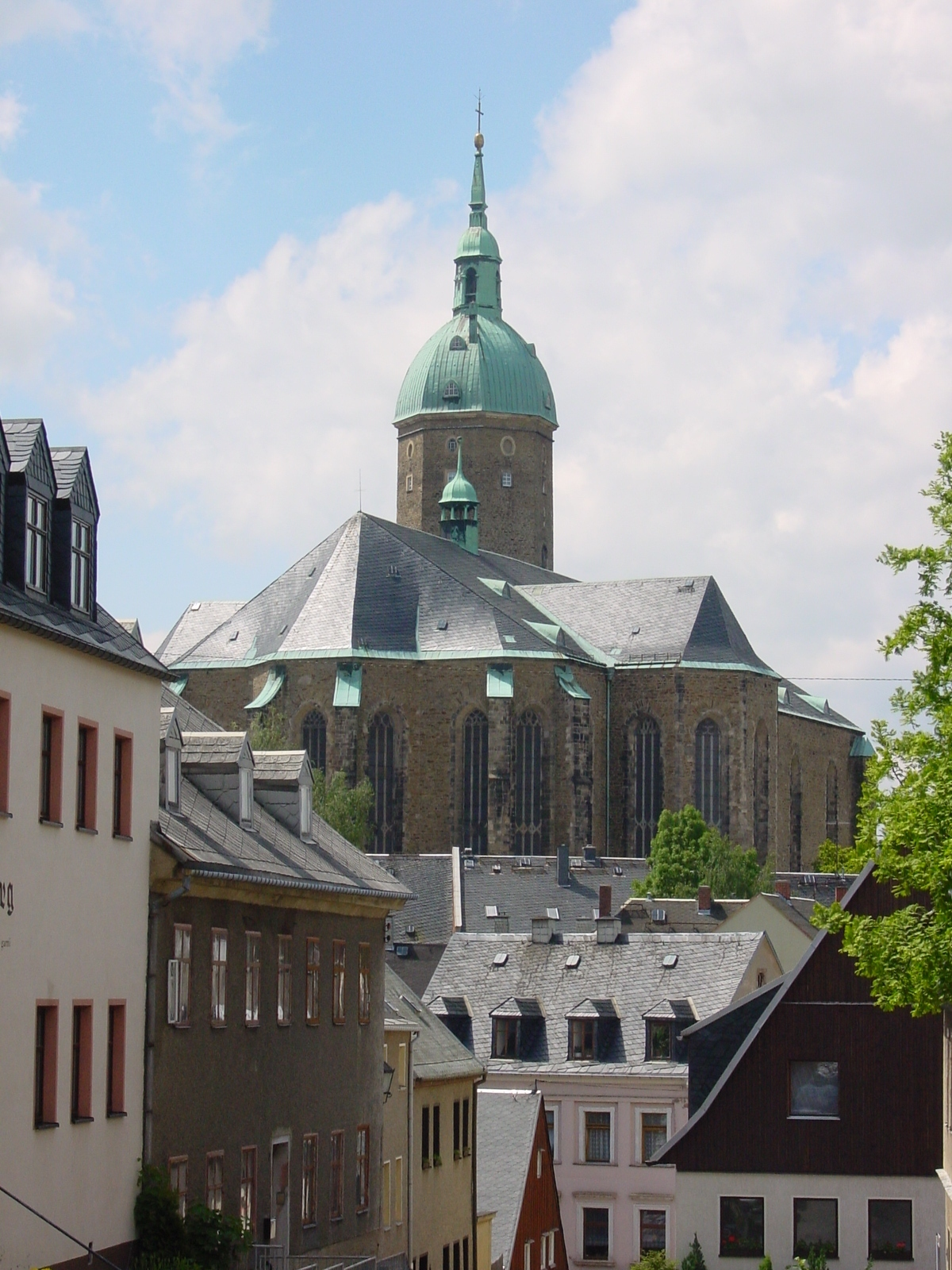
St.-Annen-Kirche

- St.-Katharinen-Kirche (Buchholz) met in het interieur het beroemde altaarstuk Annaberger Bergaltar (1521), dat o.a. de mijnbouw van rond 1500 uitbeeldt
- Bergkirche St. Marien
- Trinitatiskirche
- Franziskanerkloster Annaberg
- Rathaus aan de noordkant van de Annaberger Marktplatz

## Musea
- Adam Ries-Museum met Annaberger Rechenschule
- Erzgebirgsmuseum met het Besucherbergwerk Im Gößner
- Besucherbergwerk Markus-Röhling-Stolln in Frohnau
- Besucherbergwerk Dorothea-Stolln in Cunersdorf

## Verkeer en vervoer
De stad is vanuit Chemnitz per trein te bereiken. Verder bereikbaar via de Bundesstrasse 95 en 101 en de lokale wegen S 267 en S 265.

## Geboren
- Christian Felix Weiße (28 januari 1726), (toneel)schrijver en kinderdichter
- Frank Wiegand (15 maart 1943), zwemmer
- Frank-Thomas Mende (21 oktober 1949), acteur
- Evelin Schlaak (28 maart 1956), discuswerpster
- Anke Wischnewski (5 januari 1978), rodelaarster
- Tino Edelmann (13 april 1985), noordse combinatieskiër
- Eric Frenzel (21 november 1988), noordse combinatieskiër
- Katharina Hennig (14 juni 1996), langlaufster
- Ohis Felix Uduokhai (9 september 1997), voetballer

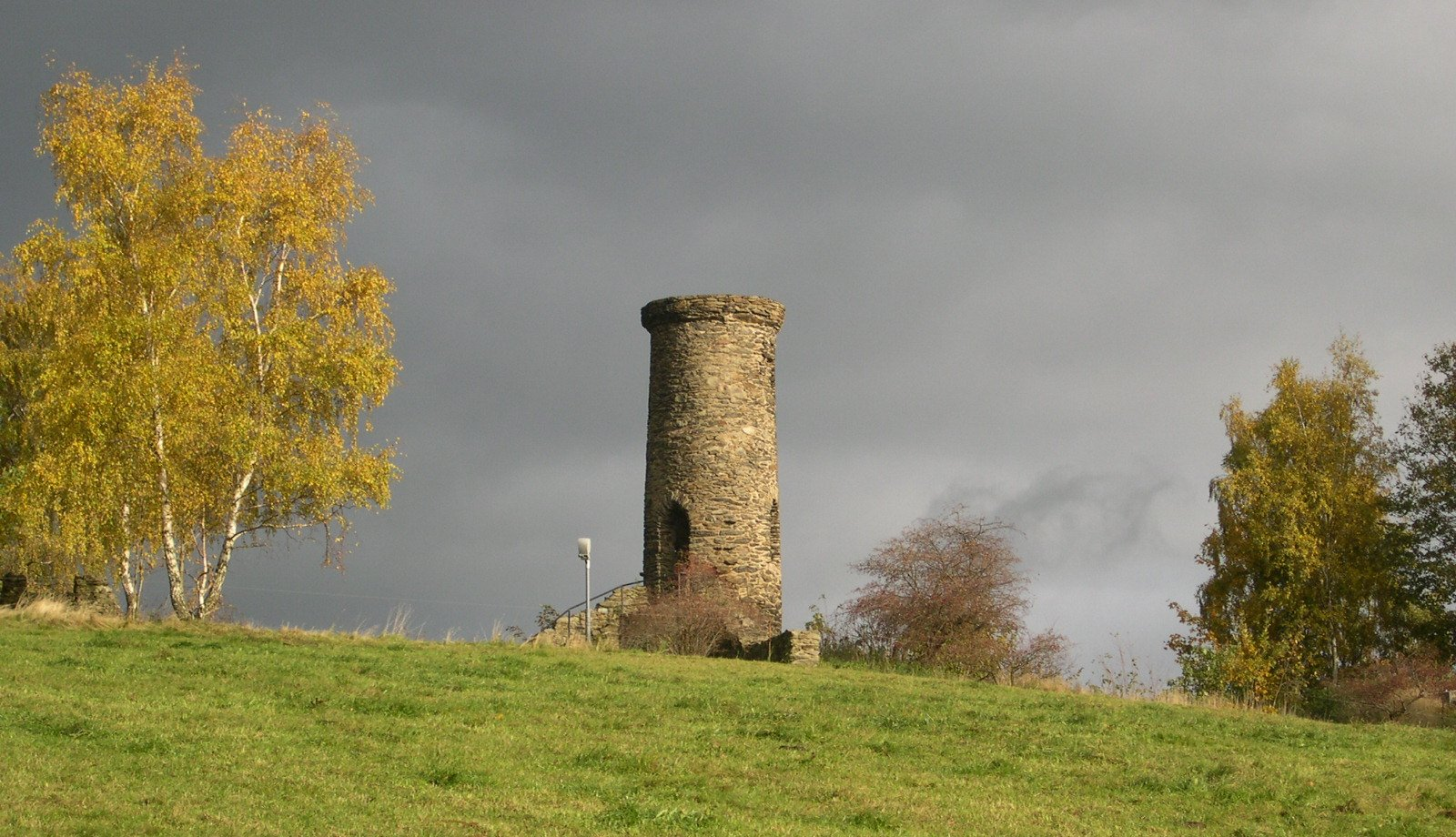
"Burgruine" op de Schreckenberg

Amtsberg · Annaberg-Buchholz · Aue-Bad Schlema · Auerbach · Bärenstein · Bockau · Börnichen/Erzgeb. · Breitenbrunn/Erzgeb. · Burkhardtsdorf · Crottendorf · Deutschneudorf · Drebach · Ehrenfriedersdorf · Eibenstock · Elterlein · Gelenau/Erzgeb. · Geyer · Gornau · Gornsdorf · Großolbersdorf · Großrückerswalde · Grünhain-Beierfeld · Grünhainichen · Heidersdorf · Hohndorf · Jahnsdorf/Erzgeb. · Johanngeorgenstadt · Jöhstadt · Königswalde · Lauter-Bernsbach · Lößnitz · Lugau · Marienberg · Mildenau · Neukirchen/Erzgeb. · Niederdorf · Niederwürschnitz · Oberwiesenthal · Oelsnitz/Erzgeb. · Olbernhau · Pfaffroda · Pockau-Lengefeld · Raschau-Markersbach · Scheibenberg · Schlettau · Schneeberg · Schönheide · Schwarzenberg · Sehmatal · Seiffen/Erzgeb. · Stollberg/Erzgeb. · Stützengrün · Tannenberg · Thalheim · Thermalbad Wiesenbad · Thum · Wolkenstein · Zschopau · Zschorlau · Zwönitz